# Trebizonde (Ottomaanse provincie)
Trebizonde was een vilajet (provincie) van het Ottomaanse Rijk, in het gebied dat vroeger bekendstond als Pontus, en tegenwoordig Doğu Karadeniz heet, in het noordoosten van Anatolië in het huidige Turkije. Volgens de Ottomaanse volkstelling van 1885 had de regio ongeveer 1 miljoen inwoners, waarvan ongeveer 20% christenen. 
Het vilajet bestond uit 3 (en later 4) verschillende subregio's (sandjaks):
- Trebizonde (overeenkomend met de huidige provincies Trabzon en Giresun)
- Lazistan (overeenkomend met de provincies Rize, Artvin en Adzjarië, later deel van Rusland en nu in Georgië gelegen.
- Gümüşhane (overeenkomend met de provincie Gümüşhane).
- Canik (later Samsun) (de provincies Ordu en Samsum).